# Preàmbul
Es denomina preàmbul, en la forma de dret per la part expositiva que precedeix la normativa d'una constitució, llei o reglament. També pot denominar exposició de motius o fonaments.
Encara que no hi ha unanimitat sobre això, hi ha un corrent més o menys majoritària que sosté que el preàmbul no forma part de la norma ni és obligatori, però és d'ús habitual i pot ser utilitzat per a l'anàlisi o interpretació de la norma.
La raó de ser del preàmbul o exposició de motius deriva de la necessitat d'evitar l'arbitrarietat en la sanció de les normes i en l'obligació de legislador d'exposar les raons que han portat a la seva sanció i les finalitats d'aquesta. Per la seva naturalesa el preàmbul pren moltes vegades la característica d'un programa a ser realitzat per la norma que el segueix.
Tradicionalment s'ha sostingut que el preàmbul no té una validesa normativa pròpiament dita. No és d'obligat compliment, ni els jutges o tribunals han acatar com la resta de l'articulat de la norma. Per aquest motiu, el preàmbul dona una certa flexibilitat al legislador, i li permet exposar punts de vista polítics o conjunturals que en la norma concreta no és possible incloure.
La jurisprudència de diferents països ha interpretat de diferent manera l'abast del preàmbul de la Constitució, encara que existeix una tendència a sostenir que, en si mateix, no té valor normatiu. El Tribunal Constitucional d'Espanya va resoldre en fallada del 4 d'octubre de 1990 que «els preàmbuls o exposicions de motius no tenen valor normatiu» i, per tant, «no poden ser objecte d'un recurs d'inconstitucionalitat». Però el Tribunal Constitucional de Colòmbia va establir en una fallada de 6 d'agost de 1992, en un sentit diferent, que «el Preàmbul fa part integrant de la Constitució», i que si una llei viola les finalitats o principis que s'hi estableixen, aquesta llei és inconstitucional.
No obstant això, dir que el preàmbul no té cap validesa no és del tot cert. Després de molts anys de controvèrsia jurídica, la doctrina ha acabat per entendre que el preàmbul és una font interpretativa molt important per poder aplicar una interpretació teleològica de la norma.
Això vol dir que si l'òrgan jurisdiccional d'interpretar la llei en el sentit en què el legislador la va dictar, la font més fiable per entendre aquest sentit o finalitat es troba en el mateix preàmbul, ja que és el mateix legislador qui l'ha redactat.